# Santiago Huajolotitlán
Santiago Huajolotitlán (conocido solamente como Huajolotitlán) es una localidad mexicana perteneciente al municipio de Santiago Huajolotitlán, en el estado de Oaxaca. Se encuentra muy ligado económica y culturalmente a la ciudad de Huajuapan de León.

## Toponimia
Huajolotitlán proviene de Huexolotitlán, compuesto de hue(i) (grande) y xolotl (gemelo, paje), que significa ya compuesto "guajolote" (huexolotl); la partícula final -titlan se traduce como "lugar entre". Anteriormente fue llamado Guajolotitlan o Huexolotitlan que en náhuatl que como vemos significa “lugar entre pavos silvestres”.

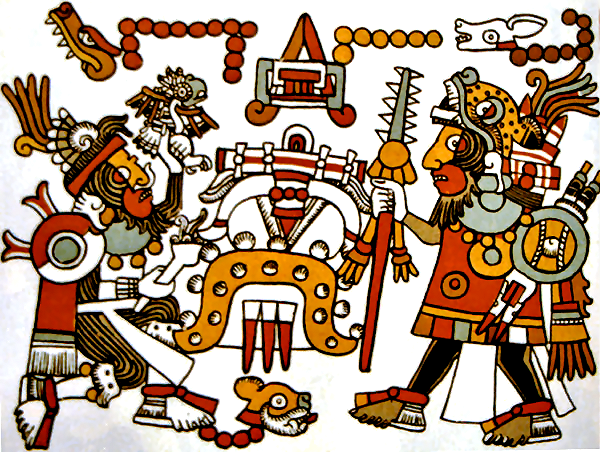
Huajolotitlán tiene sus orígenes en el pueblo mixteco

## Historia
Los primeros pobladores fueron los mixtecos Ñuine, aproximadamente en el año de 350 ane. Formó parte del reino de Coixtlahuaca, como lo demuestra el Lienzo de Coixtlahuaca, donde se asienta un glifo "cerro del guajolote sagrado rio de la roca pata de venado".
En el año de 1916, Huajolotitlán fue atravesado por grupos zapatistas, uno de estos, el general Cástulo Villagómez, llegó a la comunidad exigiendo reses y maíz para alimentación de sus soldados y caballos, y al encontrar negativas de algunas personas prendió fuego a la casa del diezmo y algunas casas de la población. Sin embargo la defensa del pueblo estuvo comandada por un oriundo de la población llamado Irineo Ramírez González. Finalmente, los pobladores lograron expulsar a aquel grupo zapatista.

## Geografía
Huajolotitlán se encuentra rodeado de cerros. Entre los más importantes se hallan: cerro del Tecolote, cerro de la Campana, cerro de Tenocahua, el cerro del Chilar, cerro de la Soledad, cerro Verde y el cerro del Pueblo Viejo.
El río Mixteco atraviesa la comunidad, logrando con ello, hermosos bosques de huajes y plantas características de la selva baja.

## Economía
La economía del pueblo se encuentra ligada a la de Huajuapan de León. Sin embargo, cabe resaltar que la mayoría de su población se dedica a las actividades primarias (principalmente la agricultura), seguidas del comercio y las actividades terciarias.
Huajolotitlán es muy concurrido por sus diferentes balnearios y cuerpos de agua que existen dentro de su comunidad.
Finalmente, los talleres artesanales (cuya producción se dirige a Huajuapan) son pequeñas fuentes de empleo para los pobladores.

## Costumbres y festividades
Festividad en honor a la Virgen de Juquila
Festividad en honor al señor del calvario
Semana Santa
Festividad en honor a Santiago Apóstol
- Es la festividad más importante de la cabecera municipal. El 25 de julio de cada año, la imagen de Santiago Apóstol es llevada en procesión por las principales calles de la población.

Festividad en honor a Santiago Caballero
Festividad en honor a la Virgen de Guadalupe

## Templo de Santiago Apóstol
La parroquia está bajo el patrocinio de Santiago Apóstol, perteneciendo a la jurisdicción de Huajuapan. La región de Huajolotitlán fue evangelizada por frailes dominicos a mediados del siglo XVI, fundándose en primera instancia una doctrina para la administración de sacramentos de los pueblos colindantes; fue erigida como vicaría hasta mediados del siglo XVIII y parroquia probablemente en 1774.
El templo fue construido en 1770 y concluido hasta 1840, en el interior se encuentran distribuidos diversos retablos y altares en múltiples estilos, desde un par de retablos en estilo neoclásico, el retablo principal en estilo neogótico y un único retablo en estilo barroco. También en uno de los laterales de la nave se encuentra un púlpito finamente decorado con pan de oro y pintura al óleo con motivos animales y vegetales.  
La parroquia cuenta con diversas pinturas y tallas, entre ellas destacan las de los santos patronos, Santiago Apóstol y Santiago "Caballerito" como es conocida en la comunidad, esta imagen data muy posiblemente del siglo XVIII y está fabricada con la técnica de pasta de caña.